# Giulia Farnese
Pour les articles homonymes, voir Farnese.
 (juillet 2013).
Si vous disposez d'ouvrages ou d'articles de référence ou si vous connaissez des sites web de qualité traitant du thème abordé ici, merci de compléter l'article en donnant les références utiles à sa vérifiabilité et en les liant à la section « Notes et références ».

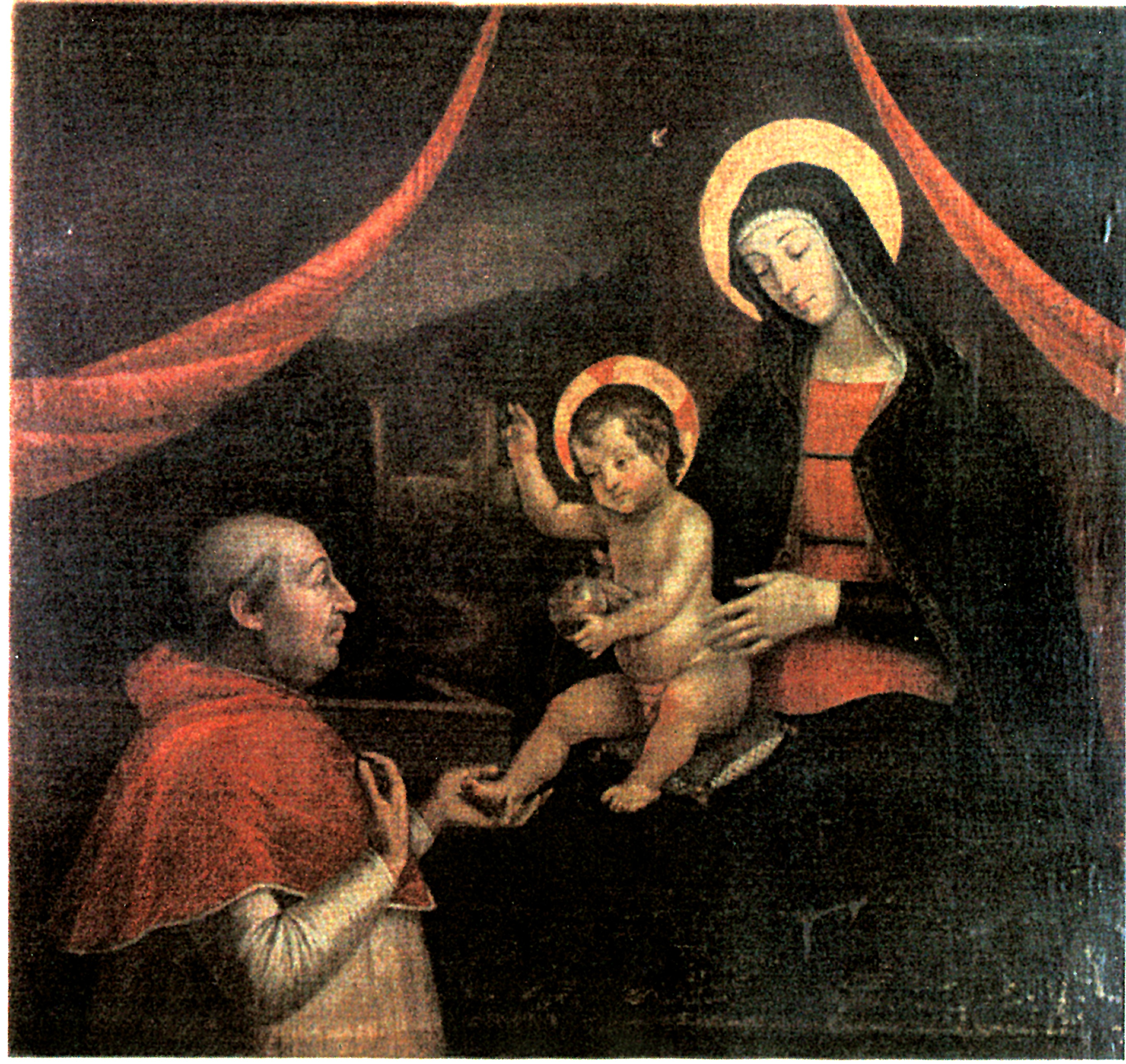
Le Pape en adoration devant la Vierge à l'enfant, copie par Pietro Facchetti d'une fresque de Pinturicchio détruite, où sous les traits de la Vierge Giorgio Vasari identifie Giulia Farnese.

Giulia Farnese, ou Julie Farnèse (en français), est une noble italienne, née à Canino en 1474 et morte à Rome le 23 mars 1524. 
Femme d'une extraordinaire beauté, elle provoqua une telle fascination que ses contemporains la surnommèrent Giulia la Bella. Elle a été une des maîtresses du pape Alexandre VI. 
Elle était la sœur du pape Paul III.

## Biographie

### Les origines
Giulia Farnese naît à Canino en 1474 dans une des propriétés de la famille, elle est la fille de Pierre Louis Farnese et de Giovannella Caetani descendante de la dynastie des Sermoneta à laquelle appartient le pape Boniface VIII. Avant elle, le couple a déjà eu un garçon, Alexandre, qui montera sur le trône pontifical en 1534 sous le nom de Paul III. Suivent une sœur, Gerolama, et un frère, Angelo. Il y peu d'information sur l'enfance de Giulia Farnese ; très probablement a-t-elle grandi dans la propriété de sa famille aux alentours du lac de Bolsena et, comme il est de règle dans l'aristocratie, a-t-elle été éduquée dans un couvent de Rome. 
En 1487, à l'âge de treize ans, Giulia Farnese perd son père.

### Le mariage avec Orsino Orsini
L'entrée de Giulia Farnese dans le monde aristocratique romain intervient en 1489, quand elle est donnée en mariage à Orso Orsini (dit Orsino) des ducs de Bassanello (aujourd'hui Vasanello), une des familles les plus puissantes du Latium. Orsino, fils de Lodovico et Adriana de Mila, cousine du cardinal espagnol Rodrigo Borgia, est comte de Nola. Il est peu plaisant d'aspect et surnommé Monuculus Orsinus parce que borgne. Les noces sont célébrées à Rome le 21 mai 1489, dans la demeure du puissant cardinal Borgia qui, quelques années plus tard, sera élu pape sous le nom d'Alexandre VI. À cette époque Giulia Farnese est déjà la maîtresse du cardinal depuis au moins un an. Le futur pape est un homme très sensuel ; à l'époque du mariage de Giulia Farnese, il a déjà quatre enfants de sa maîtresse Vannozza Cattanei, et d'autres de femmes restées inconnues.
Giulia Farnese, comme son devoir l'exige, suit son mari dans le château de Bassanello. Rapidement, le moindre prétexte lui est suffisant pour éloigner Orsino de sa résidence et toute occasion lui est bonne pour rejoindre la résidence romaine des Orsini, à Monte Giordano, ou pour rendre visite à sa belle-mère dans le palais romain proche de la basilique Saint-Pierre où Adriana vit avec Lucrèce, la jeune fille de son cousin Rodrigo Borgia.

### La maîtresse de Rodrigo Borgia

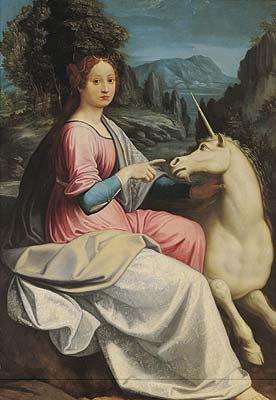
La Dame et la licorne de Luca Longhi, possible portrait de Giulia Farnese.

La rencontre avec Giulia Farnese est un véritable coup de foudre pour le cardinal âgé de presque soixante ans et qui veut à tout prix faire sienne cette jeune fille. Giulia Farnese qui n'a pas encore quinze ans lui est offerte sur un « plateau d'argent » : un pacte silencieux est scellé entre tous ceux qui en tirent les avantages et le cardinal peut ajouter une nouvelle perle à sa déjà riche collection féminine. Giovannella et Adriana utilisent l'ascendant de Giulia Farnese sur le cardinal pour obtenir des honneurs et des privilèges pour leur fils respectif Alexandre et Orsino. 
Dans les mois qui suivent immédiatement le mariage, Giulia Farnese devient la maîtresse officielle de Borgia, complètement aveuglé par sa passion pour la belle jeune femme. Pour s'assurer la proximité de sa favorite, Rodrigo obtient que ses cousins Orsini demeurent dans le palais de Santa Maria in Portico, résidence d'Adriana de Mila. Seul Orsino fait les frais de l'intrigue amoureuse, obligé de jouer le rôle de mari consentant avant, quelques années plus tard, d'en tirer lui-même profit.
Giulia Farnese s'établit à Santa Maria in Portico où elle devient amie de Lucrèce Borgia, la fille du cardinal et la nièce d'Adriana à qui elle est confiée pour être éduquée comme une vraie princesse de sang royal. Entre les deux jeunes filles naît une profonde sympathie.

### Rodrigo Borgia élu pape

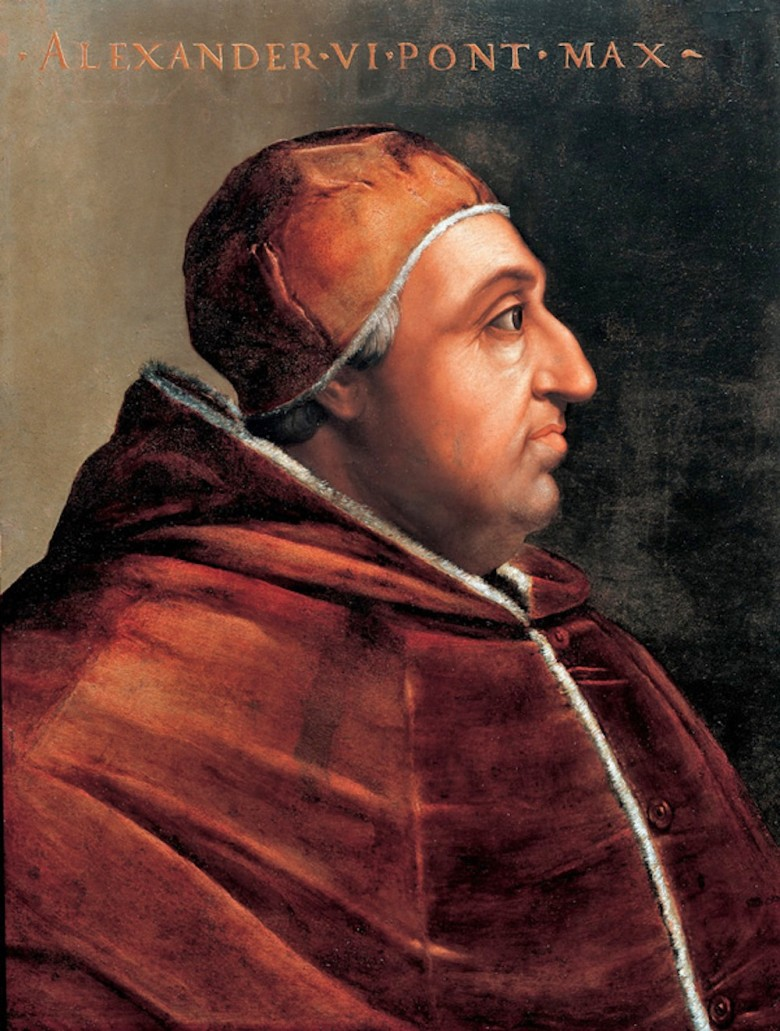
Le pape Alexandre VI.

Le 30 novembre 1492, Giulia Farnese donne naissance à son unique fille, Laura. Depuis un peu plus de trois mois, Rodrigo Borgia était devenu Alexandre VI. L'enfant est officiellement présentée comme la fille légitime d'Orsino. Certaines chroniques de l'époque évoquent une ressemblance entre la petite fille et le cardinal et certaines coïncidences au moment de la conception confirmeraient la thèse. Alexandre VI, dans une de ses lettres à Giulia Farnese nie ces hypothèses. Laura prend le nom des Orsini et devient l'héritière du « borgne ». La naissance de Laura constitue, pour Giulia Farnese, le prétexte à l'éloignement définitif de Bassanello. 
La fonction pontificale ne met pas fin à la conduite du Borgia et de la belle Farnese qui continuent à se rencontrer, Giulia Farnese n'est plus seulement la maîtresse du cardinal mais aussi la concubine officielle du pape. Les médisances sur Giulia Farnese prennent de grandes proportions, les Romains l'appellent des petits noms de concubina papae ou sponsa Christi.
Avec l'accession au trône de Saint-Pierre, Alexandre commence à élargir les cadeaux à tous ceux qui entrent dans le cercle des fidèles, parmi ceux-ci la famille Farnese, d'une certaine manière récompensée pour les grâces que Giulia Farnese continue à donner au pontife : l'année suivant son élection, Borgia nomme Alexandre, le frère de Giulia Farnese, à peine âgé de 25 ans, cardinal. Certains ne laissent pas échapper l'occasion d'ironiser sur la rapide consécration et surnomment Alexandre Farnese, il cardinale della Gonnella (le cardinal de la jupe) , avec une allusion évidente aux résultats obtenus par les faveurs de sa sœur. Orsino, quant à lui, reçoit une généreuse récompense du pape qui, en 1494, lui fait don du fief de Carbognano.

### La fin du concubinage
À partir de 1493, la vie de Giulia Farnese la Bella subit de profonds changements. En juin, Lucrèce, alors âgée de 13 ans, épouse Giovanni Sforza, seigneur de Pesaro et part dans la ville de son époux. Giulia Farnese la suit comme dame d'honneur accompagnée de sa belle-mère Adriana de Mila. Le séjour de Giulia Farnese à Pesaro se passe autrement que prévu parce que le pape commence à la réclamer avec force à Rome.
Les troupes du roi Charles VIII de France envahissent l'Italie, se dirigeant directement vers Rome et Alexandre VI, préoccupé pour la sécurité de sa maîtresse, lui ordonne le retour au Vatican. Un nouveau fait vient perturber les plans du pape : Angelo Farnese, frère de Giulia Farnese, est à l'agonie dans son château de Capodimonte. Défiant le pape, Giulia Farnese se rend immédiatement au chevet d'Angelo qu'elle trouve mort. Giulia Farnese profite de l'occasion pour passer l'été dans les propriétés de la famille en compagnie de son frère Alexandre. En automne, les événements se précipitent, en plus des menaces du pape qui exige le retour de Giulia Farnese à Rome, son mari Orsino exige le retour de sa femme à Bassanello. Borgia traite la situation toujours de la même manière, avec une détermination arrogante, il écrit des mots très durs à Giulia Farnese et Adriana, , ainsi qu'envers le cardinal Alexandre Farnese et Orsino Orsini, menaçant les deux femmes d'excommunication. 
L'intimidation réussit, Giulia Farnese, sa belle-mère et sa sœur Gerolama reprennent la route vers Rome. À la hauteur de Viterbo, le convoi des dames escorté de trente cavaliers que le pape a envoyés spécialement depuis Rome, est intercepté par l'avant-garde française. Les trente cavaliers d'apparat plus que combattants ne tentent aucune résistance. Les Français, découvrant de qui il s'agit, les séquestrent dans le château de Montefiascone, demandant au pape une rançon de 3 000 ducats qu'Alexandre VI paie immédiatement. Après quelques jours passés à Montefiascone, plus comme hôtes que comme prisonnières, les trois femmes reprennent le voyage escortées par une véritable armée. Elles entrent dans Rome le 1er décembre et d'après les récits, Giulia Farnese passe la nuit au Vatican et l'affaire est close.

### La fuite de Rome
La nouvelle de l'avancée de Charles VIII est toujours plus préoccupante et  une peur croissante envahit Rome. Le pape n'a pas l'intention de laisser le Saint-Siège alors que beaucoup le lui suggèrent. Giulia Farnese, rentrée depuis peu, craint pour elle-même et sa fille et souhaite abandonner Rome le plus rapidement possible. Elle demande de l'aide à son frère Alexandre pour organiser son départ de la ville. Deux semaines avant l'arrivée de Charles VIII et de ses soldats, Giulia Farnese quitte Rome sans en avertir le pape.
Le lieu de la fuite de Giulia Farnese n'est pas connu, différentes hypothèses existent ; il est possible qu'elle ait rejoint son mari à Bassanello ou qu'elle se soit réfugiée dans le château de Carbognano où nous la retrouvons quelques années après. En 1500, à Bassanello, Orsino meurt et ses possessions vont à sa fille Laura.

### Les années à Carbognano
Après cette fuite, Giulia revient à Rome et reste la maîtresse du pape jusqu'en 1500, année où meurt son époux. Il semblerait que la séparation se soit faite de façon amicale et sous l'égide de sa belle-mère, Adriana de Mila. Le 18 août 1503, Alexandre VI meurt et la situation des Borgia commence à décliner. Pour les Farnese, il est temps de confier à d'autres leur fortune et encore une fois, c'est Giulia Farnese qui est la protagoniste d'un des moments clef de leur ascension. Après le bref pontificat de Pie III, qui meurt un mois après son élection, le conclave élit pape Giuliano della Rovere qui prend le nom de  Jules II. La belle, désormais âgée de trente ans, retourne à Rome pour organiser le mariage de son unique fille. Les Della Rovere sont à leur apogée et Giulia Farnese comprend bien l'opportunité d'un mariage avec cette puissante maison. Les négociations aboutissent et le 15 novembre 1505, Laura Orsini, âgée de treize ans, épouse Niccolò della Rovere, fils d'une sœur du pape. Pour Giulia Farnese, le temps des amours n'est pas fini, après une série d'amants inconnus, elle épouse, en 1506, Giovanni Capece di Bozzuto, membre de la petite noblesse napolitaine.
En 1506 est aussi l'année où Giulia Farnese prend en main Carbognano, le fief que Alexandre VI avait donné à son mari. La belle s'établit dans le château de la petite ville, sur le portail est gravé son nom. Les chroniques du château racontent que Giulia Farnese fut une habile administratrice et sut gérer ses terres d'une main ferme et énergique pendant que son frère à Rome poursuivait sa brillante carrière ecclésiastique. En octobre 1517, Giulia Farnese est veuve pour la seconde fois.

### La mort
Giulia Farnese reste à Carbognano jusqu'en 1522. Elle quitte le château et fait son retour à Rome où elle passe les deux dernières années de son existence. Le 23 mars 1524, dans le grand palais du cardinal Alexandre, Giulia Farnese meurt pour une raison inconnue à l'âge de 50 ans. Dix ans après, son frère accède au trône de Saint-Pierre avec le nom de Paul III. 

### Descendance
Sa fille Laura a trois enfants de son mariage qui héritent des possessions des Orsini. Un de ceux-ci,  Elena, épouse Stefano Colonna, des princes de Palestrina.

## La beauté de Giulia

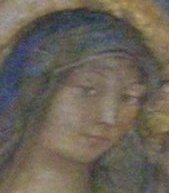
Le visage de la Madonna col Bambino leggente, peinte par Pinturicchio, dans la Salle des Saints des appartements Borgia au Vatican.

Giulia est décrite comme une femme d'une taille moyenne, bien proportionnée, avec de grand yeux noirs, un visage rond et gracieux et une très belle chevelure.
Sa description physique nous est arrivée grâce à des fragments de lettres écrites par ses contemporains, par exemple, une correspondance entre Cesare Borgia de la cour de Pesaro qui parle de niger oculos. Lorenzo Pucci, mari de sa sœur Gerolama écrit à son frère : « elle a la plus belle chevelure que l'on puisse imaginer ». Ses dames de cour racontent que pour mettre en évidence sa peau claire, elle dort avec des draps noirs.
De la beauté légendaire de Giulia Farnese, dont on parla tant de son temps et sur laquelle on écrit aujourd'hui encore, il n'existe que peu de témoignages et beaucoup de suppositions ;  un des personnages de la transfiguration de Raphaël aurait ainsi les traits de « Giulia la Bella. »
Giorgio Vasari dans ses Vite, identifie Giulia sous les traits de la Vierge dans la Madonna col Bambino leggente, peinte par Pinturicchio, et qui se trouve dans la salle des Saints des appartements Borgia au Vatican. Ce pourrait être l'hypothèse la plus plausible, d'autant plus que Lucrèce Borgia, fille du pape et grande amie de Giulia serait également représentée dans cette salle. Certains attribuent à Paul III l'absence de portraits de Giulia, qu'il aurait fait disparaître en raison de l'embarras provoqué.

## Dans la culture populaire
- The Borgias, série britannique produite en 1981 par Brian Farnham. Giulia Farnese est interprétée par Seretta Wilson.
- Les Borgia, film espagnol sorti en 2006 réalisé par Antonio Hernández. Giulia Farnese est interprétée par Katy Louise Saunders.
- The Borgias, série canadienne qui a commencé en 2011. Giulia Farnese est interprétée par Lotte Verbeek.
- Borgia, série allemande produite en 2011. Giulia Farnese est interprétée par Marta Gastini.

### Source
- (it) Cet article est partiellement ou en totalité issu de l’article de Wikipédia en italien intitulé « Giulia Farnese » (voir la liste des auteurs) du 16.12.2007.

### Note
1. ↑  Voir détail du tableau.